# Rhodhiss, North Carolina
Rhodhiss, North Carolina (енгл. Rhodhiss) град је у америчкој савезној држави Северна Каролина.

## Демографија
По попису из 2010. године број становника је 1.070, што је 704 (192,3%) становника више него 2000. године.
| Група             | 2000.       | 2010.       |
| Белци             | 363 (99,2%) | 985 (92,1%) |
| Афроамериканци    | 2 (0,5%)    | 9 (0,8%)    |
| Азијати           | 0 (0,0%)    | 17 (1,6%)   |
| Хиспаноамериканци | 1 (0,3%)    | 49 (4,6%)   |
| Укупно            | 366         | 1.070       |